# ماسکووا (ایوانگیتسا)
ماسکووا (به صربی: Maskova) یک منطقهٔ مسکونی در صربستان است که در ایوانئیتسا واقع شده‌است. ماسکووا ۱۶٫۹۴ کیلومتر مربع مساحت و ۱۹۲ نفر جمعیت دارد.